# Ajmak południowochangajski
Ajmak południowochangajski (mong. Өвөрхангай аймаг) – jeden z 21 ajmaków w Mongolii, znajdujący się w centralnej części kraju. Stolicą ajmaku jest Arwajcheer.
Utworzony w 1931 roku ajmak obejmuje tereny położone na południowych stokach pasma Changaj. Jego powierzchnia wynosi 62,900 km². Dzieli się na 19 somonów. Gospodarka oparta na wydobyciu węgla brunatnego, produkcji cegieł oraz przemyśle młynarskim. W rolnictwie hodowla zwierząt oraz uprawa zbóż i warzyw, głównie ziemniaka.
Na terenie ajmaku znajdują się m.in. ruiny dawnej stolicy Imperium Mongolskiego Karakorum a także klasztory lamajskie Erdenedzuu chijd, Szanch i Töwchön oraz kompleks stup Öwgön suwraga.
Liczba ludności w poszczególnych latach:
| 1979   | 1989   | 2000    | 2010    |
| ------ | ------ | ------- | ------- |
| 83 000 | 96 500 | 111 420 | 100 444 |